# Grosvold
Grosvold är en norsk talkshow som sändes från hösten 2007 till våren 2009 med Anne Grosvold som programledare. Programmet hade premiär på NRK1 den 14 september 2007. I Sverige sänds programmet i SVT2.